# Twenty20 Cup 2015
Der Twenty20 Cup 2015 (aus Sponsoringgründen als NatWest t20 Blast bezeichnet) war die dreizehnte Saison der englischen Twenty20-Meisterschaft. Im Finale konnte sich Lancashire Lightning gegen die Northamptonshire Steelbacks mit 13 Runs durchsetzen.

## Format
Die 18 First-Class-Counties wurden nach regionalen Gesichtspunkten in zwei Gruppen mit jeweils neun Mannschaften aufgeteilt. In dieser Gruppenphase spielte jede Mannschaft einer Gruppe jeweils zweimal gegen jede andere. Nach dessen Abschluss qualifizierten sich die ersten vier einer Gruppe für die Viertelfinale. Die Halbfinale werden dann zusammen mit dem Finale, vermarktet als Finals Day, an einem Tag ausgetragen.

## Gruppenphase

### North Division
| North Division              | Sp. | S  | N  | U | NR | P  | NRR    |
| --------------------------- | --- | -- | -- | - | -- | -- | ------ |
| Birmingham Bears            | 14  | 10 | 4  | 0 | 0  | 20 | +0.200 |
| Worcestershire Rapids       | 14  | 9  | 4  | 0 | 1  | 19 | +0.682 |
| Northamptonshire Steelbacks | 14  | 7  | 5  | 0 | 2  | 16 | +0.115 |
| Lancashire Lightning        | 14  | 7  | 6  | 0 | 1  | 15 | +0.469 |
| Nottinghamshire Outlaws     | 14  | 7  | 6  | 0 | 1  | 15 | +0.018 |
| Durham Jets                 | 14  | 5  | 8  | 0 | 1  | 11 | −0.149 |
| Leicestershire Foxes        | 14  | 4  | 7  | 1 | 2  | 11 | −0.304 |
| Yorkshire Vikings           | 14  | 5  | 8  | 1 | 0  | 11 | −0.324 |
| Derbyshire Falcons          | 14  | 4  | 10 | 0 | 0  | 8  | −0.662 |

### South Division
| South Division  | Sp. | S | N | NR | P  | NRR    |
| --------------- | --- | - | - | -- | -- | ------ |
| Kent Spitfires  | 14  | 9 | 4 | 1  | 19 | +0.166 |
| Sussex Sharks   | 14  | 7 | 5 | 2  | 16 | +0.206 |
| Hampshire       | 14  | 8 | 6 | 0  | 16 | −0.120 |
| Essex Eagles    | 14  | 7 | 6 | 1  | 15 | +0.208 |
| Gloucestershire | 14  | 7 | 7 | 0  | 14 | +0.354 |
| Glamorgan       | 14  | 7 | 7 | 0  | 14 | −0.522 |
| Surrey          | 14  | 5 | 6 | 3  | 13 | −0.145 |
| Somerset        | 14  | 4 | 8 | 2  | 10 | −0.184 |
| Middlesex       | 14  | 4 | 9 | 1  | 9  | +0.030 |

## Playoffs

### Viertelfinale
| 12. August Scorecard | Hove | Sussex Sharks 165-7 (20)               | – | Northamptonshire Steelbacks 166-3 (16) |
|                      |      | Northamptonshire gewinnt mit 7 Wickets |   |                                        |

| 13. August Scorecard | Birmingham | Birmingham Bears 189-5 (20)    | – | Essex Eagles 165-6 (20) |
|                      |            | Birmingham gewinnt mit 24 Runs |   |                         |

| 14. August Scorecard | Worcester | Hampshire 196-4 (20)                       | – | Worcestershire Rapids 58-2 (8.1/8.1) |
|                      |           | Hampshire gewinnt mit 17 Runs (D/L method) |   |                                      |

| 15. August Scorecard | Canterbury | Kent Spitfires 142 (20) | – | Lancashire Lightning 142-6 (20) |
|                      |            | Unentschieden           |   |                                 |

Lancashire qualifiziert sich für die nächste Runde, da es weniger Wickets verloren hat.

### Halbfinale
| 29. August Scorecard | Birmingham | Birmingham Bears 131-6 (20)            | – | Northamptonshire Steelbacks 135-5 (18) |
|                      |            | Northamptonshire gewinnt mit 5 Wickets |   |                                        |

| 29. August Scorecard | Birmingham | Hampshire 115 (19.5)             | – | Lancashire Lightning 119-4 (18.5) |
|                      |            | Lancashire gewinnt mit 6 Wickets |   |                                   |

### Finale
| 29. August Scorecard | Birmingham | Lancashire Lightning 166-7 (20) | – | Northamptonshire Steelbacks 153-6 (20) |
|                      |            | Lancashire gewinnt mit 13 Runs  |   |                                        |